# ریمپفیشورن
ریمپفیشورن (به لاتین: Rimpfischhorn) یک کوه در سوئیس است که در کانتون وله واقع شده‌است. ریمپفیشورن ۴٬۱۹۹ متر بالاتر از سطح دریا واقع شده‌است.